# Ermita de San Sebastián (Granada)
La ermita de San Sebastián y San Fabián originariamente era una construcción mitad fortaleza militar y mitad religiosa que los musulmanes edificaban en la frontera con los reinos cristianos, data del siglo XIII. Construida en 1218, bajo la dominación almohade, pertenece a la ruta del califato. Está situada en la ciudad española de Granada, comunidad autónoma de Andalucía, al final del paseo del Violón, en la margen izquierda del río Genil. 

## Descripción
Es un pequeño edificio de gran interés histórico, ya que fue un morabito adscrito al palacio Alcázar Genil, siendo los muros de argamasa y de 8,40 metros de lado, al interior se accede por una puerta con arco de herradura apuntado e inscrito en un recuadro de ladrillo, es la única muestra de este tipo arquitectónico que se conserva en España. Se trata de una rábida o morabito, especie de ermita coránica, edificio religioso que surgió en la España musulmana. 
Su planta es cuadrada y está cubierta con una cúpula semiesférica de ladrillo. El exterior es muy simple, con un arco de herradura enmarcado por alfiz de ladrillo. Su tejado es de cuatro aguas y tiene un pequeño campanario. La decoración original del interior se ha perdido totalmente debido a las restauraciones de 1615, que se reedificó para convertirla en ermita cristiana, instalándose el retablo actual, se cree que contaba con unas pinturas mudéjares. Volviéndose a retocar el inmueble en 1933 y 1953. Estos lugares se utilizaban como retiros espirituales, donde se reunían personas de gran religiosidad para apartarse del mundo, dedicándose a la meditación y a la oración, a veces incluso eran enterrados en estos edificios. 
Aparece descrita en el Estudio descriptivo de los monumentos árabes de Granada, Sevilla y Córdoba (1885) de Rafael Contreras y Muñoz con las siguientes palabras:

Ermita de San Sebastián. Situada en el paseo llamado del violón. De pobre y mezquino aspecto: no conserva de su origen árabe más que el arco de la entrada, y la planta cuadrada como la de una de esas blancas mezquitas que hay prodigadas en el Africa septentrional, sin ornato y sin belleza. Hay en ella una inscripción; que recuerda el suceso de la entrega de las llaves de la ciudad morisca á los Reyes Católicos, por el mismo Rey en persona, verificada bajo un hermoso árbol que dicen se conservó hasta un siglo más tarde. Debemos dar crédito al testimonio de esta antigua lápida; pero ¿qué haremos con las crónicas que nos cuentan la llegada de Boabdil al campamento cristiano antes de aquel día memorable, ó las de la entrega de las llaves de la Alhambra no lejos de la puerta de los Siete Suelos por el Alcaide Aben Comixa? En el paseo que conduce á este sitio se celebra la feria anual concedida á esta población.
(Contreras y Muñoz, 1885, p. 367)

## Historia
En el amanecer del 2 de enero de 1492, junto a la ermita, Boabdil hizo entrega de las llaves de la ciudad de Granada a los Reyes Católicos, recibiéndolas el caballero Gutierre de Cárdenas, celebrándose junto a la ermita la primera misa, después de casi ocho siglos de dominación musulmana. En su paramento lateral derecho, existe una placa conmemorativa que señala el lugar donde se realizó la entrega de las llaves de la ciudad de Granada a los Reyes Católicos. Tras la reconquista de Granada, muchas de estas rábitas fueron abandonadas y se arruinaron, la ermita de San Sebastián ha sido una excepción, ya que se utilizó después para el culto cristiano, consagrándose a los Santos Fabián y Sebastián, santo patrono de Granada cediendo este título a san Cecilio, de ahí tomó su nombre actual. Fue durante muchos años capilla cristiana hasta que a mediados del siglo XIX, pasó a ser propiedad del Ayuntamiento. En 1844 la Ermita estaba casi destruida, siendo entonces reparada por el Ayuntamiento que la restituyó al culto, y le agregó una porción de terreno a su entrada, quizá debido a la Ley de desamortización de Mendizábal, este la arrendó, pasando a manos de unos particulares, que establecieron una taberna. Actualmente pertenece a la Parroquia de San José de Calasanz, celebrándose eucaristías a las 10:00h todos los domingos. También la Hermandad del Santísimo Cristo de la Expiración y María Santísima del Mayor Dolor (vulgo "de Los Escolapios") hace uso de sus dependencias como Casa de Hermandad.
Fue declarada el 4 de junio de 1931 Monumento Histórico Nacional, catalogación sustituida en 1985 por la de Bien de Interés Cultural BIC, registro código: (R.I.) - 51 - 0000577 - 00000, BOE de 4 de junio de 1931.